# Schizotetranychus agropyron
Schizotetranychus agropyron är en spindeldjursart som beskrevs av James P. Tuttle och Baker 1976. Schizotetranychus agropyron ingår i släktet Schizotetranychus och familjen Tetranychidae. Inga underarter finns listade i Catalogue of Life.